# Batalla de La Habana (1748)
La batalla de La Habana de 1748 fue poco más que una escaramuza marítima librada entre una flotilla británica dirigida por Charles Knowles y otra española de Andrés Reggio, tras el fin de la guerra del Asiento y la Guerra de Sucesión Austríaca (cosa que los participantes desconocían).

## Antecedentes
Una vez producido el fracaso inglés en el mayor ataque anfibio que la historia conocería en varios siglos, en la decisiva victoria española del Sitio de Cartagena de Indias (1741), se produjeron seis años de relativa calma en el Mar Caribe debido al agotamiento de ambos contendientes. En abril de 1748 el Contralmirante Charles Knowles partió de Jamaica hacia Cuba con la intención de capturar la flota de Indias durante el trayecto desde Veracruz a La Habana. Rondó la isla durante meses y tras un enfrentamiento sin vencedor en el Canal de las Bahamas, se aproximó de nuevo a La Habana el 12 de octubre, cuando fue interceptado casi por casualidad por las naves de los generales Reggio y Benito Spínola (descendiente del vencedor de Breda, y del célebre Andrea Doria).
Los navíos de guerra españoles se alinearon entonces con el fin de defender tras de sí el Dragón, que en ese momento tenía problemas con una vía de agua que le hacía perder velocidad, mientras que la fragata corsaria Galga se apartó de la línea de fuego principal. Por su parte, los británicos tardaron un tiempo en reaccionar antes de formar otra línea de combate, que se hizo de forma algo aparatosa debido a la lentitud de dos de sus navíos.
El Dragón se retiró al poco de comenzar el combate, aumentando la inferioridad inicial de la flota española. Sin embargo, la batalla no tuvo grandes acciones si se exceptúa el apresamiento de la nave Conquistador, durante el cual murió su comandante, Tomás de San Justo. Tras una serie de averías la tripulación del África incendió su propia nave, severamente dañada, y los 4 barcos restantes se retiraron al puerto de La Habana. Knowles no atacó la ciudad por no tener suficientes fuerzas, pero supuso que el resultado de la batalla mantendría a Reggio en la ciudad, impidiéndole defender la Flota de Indias, y así se lo hizo saber a Londres por medio de un correo.
Sin embargo, al llegar la noticia a Europa, lo que los marinos implicados recibieron fue una sonora reprimenda, pues hacía meses que se había firmado la paz entre España y Gran Bretaña por medio del Tratado de Aquisgrán. Reggio incluso llegó a ser juzgado por un consejo de guerra, aunque finalmente se decidió que su actuación había sido correcta.

## Orden de batalla

### Escuadra española
- África (70 cañones): General Andrés Reggio (incendiado tras la batalla)
- Invencible (70): General Benito Spínola
- Conquistador (60): †Tomás de San Justo (capturado)
- Dragón (60): Manuel de Paz
- Nueva España (60): Fernando Varela
- Real Familia (60): Marcos Forastal
- Fragata corsaria Galga (30): Pedro de Garaycoechea

### Escuadra Inglesa
- Cornwall (80): Contralmirante Charles Knowles, Capitán Polycarpus Taylor
- Lenox (70): Capitán Charles Holmes
- Tilbury (60): Capitán Charles Powlett
- Strafford (60): Capitán David Brodie
- Warwick (60): Capitán Thomas Innes
- Canterbury (60): Capitán Edward Clarke
- Oxford (50): Capitán Edmund Toll